# Набережне шосе
На́бережне шосе́ — вулиця в Печерському та Подільському районах міста Києва, місцевості Поділ, Берестове. Пролягає вздовж Дніпра від Поштової площі до бульвару Миколи Міхновського й мосту ім. Патона.
Прилучаються мости Пішохідний і Метро й Дніпровський узвіз.

## Історія
Як шлях від Подолу вздовж Дніпра існував, імовірно, вже у Х—ХІІ століттях і являв собою під'їзну дорогу до переправи через Дніпро на Наводничах—Видубичах.
Сучасну назву зафіксовано у 1850 році у зв'язку з реконструкцією (фактично новим прокладанням) шляху від Подолу до Миколаївського ланцюгового мосту через Дніпро. На Набережному шосе були зведені Подільські ворота (казематний верк), які проіснували до 50-х років XX століття. Наприкінці XIX століття шосе було забудоване дрібними промисловими, торговельними та складськими будівлями. Тут пролягала залізнична лінія, що з'єднувала Поділ з Дарницею.
1912 року вздовж шосе проклали трамвайну колію, яка до 1920 року через Ланцюговий міст пролягала до Броварів. З 1925 до 1941 року на старих опорах новий міст було споруджено під керівництвом Є. Патона. У 1951 році по шосе знову пустили трамвай, цього разу на всій протяжності. Трамвайний рух було остаточно закрито у лютому 2011 року у зв'язку з будівництвом автодорожньої естакади біля станції метро «Дніпро».
У 1897–1899 році, у зв'язку з будівництвом гавані, деякі ділянки Набережного шосе були впорядковані. У 1935–1938 роках частину шосе одягли у граніт, тоді ж, за проектом архітектора Василя Осьмака, встановили чавунну огорожу, проклали широкі сходи до води. На початку 1950-х років шосе заасфальтували. У 1980-ті роки було проведено чергову реконструкцію шосе, після чого воно набуло сучасного вигляду.

## Будівлі та об'єкти, що мають історичну цінність
Уздовж початкового відрізка шосе — забудова XIX — початку XX століття.
- № 2 — Стара та нова споруда електростанцій Київського трамвая (стара: 1890-ті роки; нова: 1902–1903/1907–1908; інж. Артур Абрагамсон, Володимир Безсмертний);
- № 8 — Колона Магдебурзького права, відома також як пам'ятник Хрещенню Русі (1802–1808, арх. Андрій Меленський);
- № 12 — Берегова насосна станція Південно-Західної залізниці (кінець XIX ст.);
- Нижня напівкругла підпірна стіна Київської фортеці (1856) — примикає до Зеленого театру (вулиця Паркова, 2);
- комплекс пам'ятних знаків «Сонце-хрест Шевченкової правди» на місці, де 1861 труну з тілом Тараса Шевченка заносили на пароплав (1989, відновлення 2005, реконструкція 2016) [2].

На ділянці №№ 2—8 до 2010 року містився комплекс споруд (машинна станція, житлові будинки та ін.) першої черги централізованого київського водопроводу, зведених у 1872—1892 роках. Мали статус пам'яток науки і техніки. Попри це їх уночі проти 7 січня 2010 року знищив забудовник семиповерхового готельного комплексу на Дніпровських схилах (проєкт не було реалізовано).

## Зображення

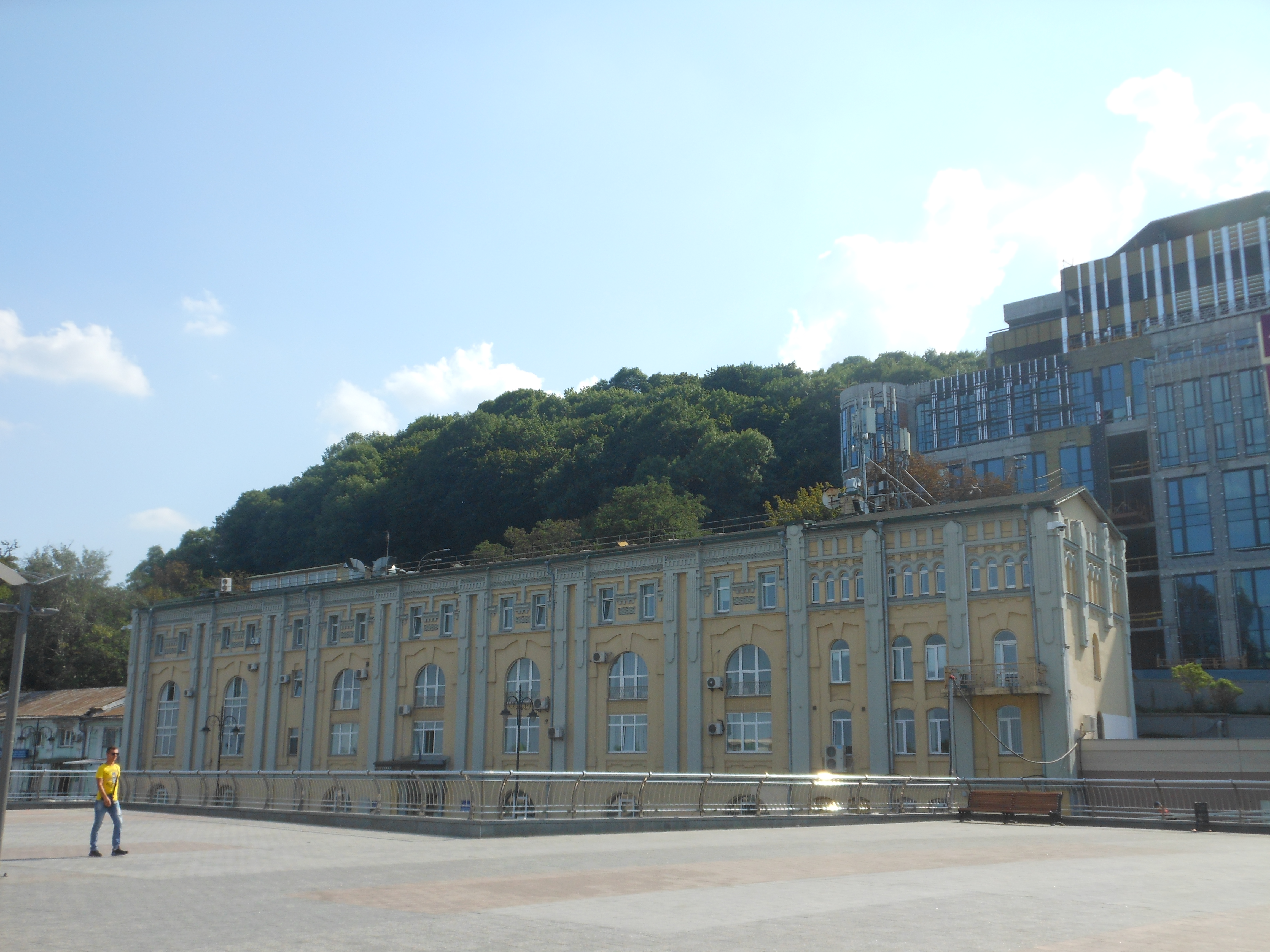
Будинок № 2
Дніпро і Парковий міст від початку Набережного шосе
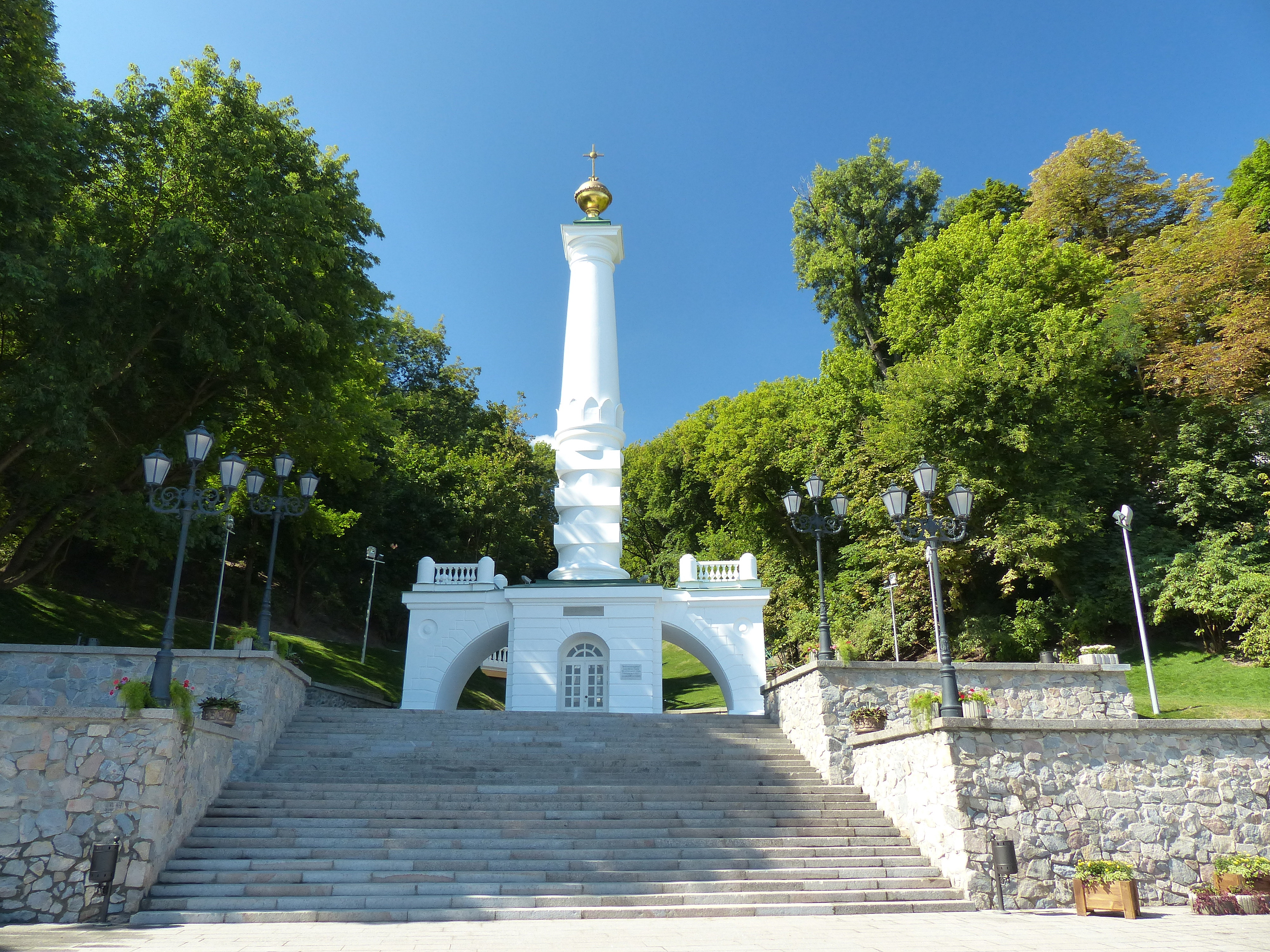
Пам'ятник Магдебурзькому праву
Будинок № 12
Сонце-Хрест (1989, автор Роман Петрук)
Пам'ятні знаки останнього Тарасового шляху
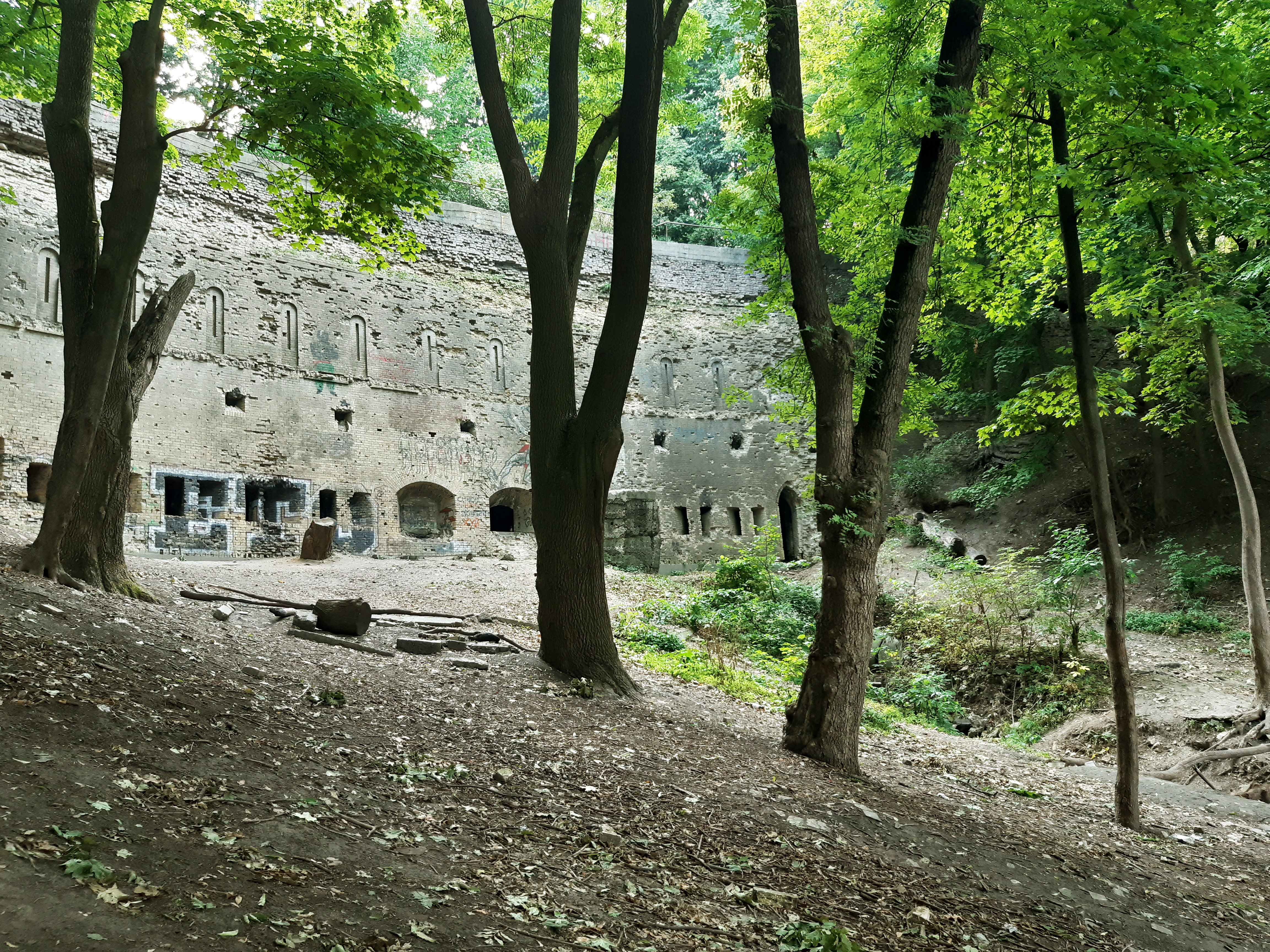
Нижня підпірна стіна Нової Печерської фортеці
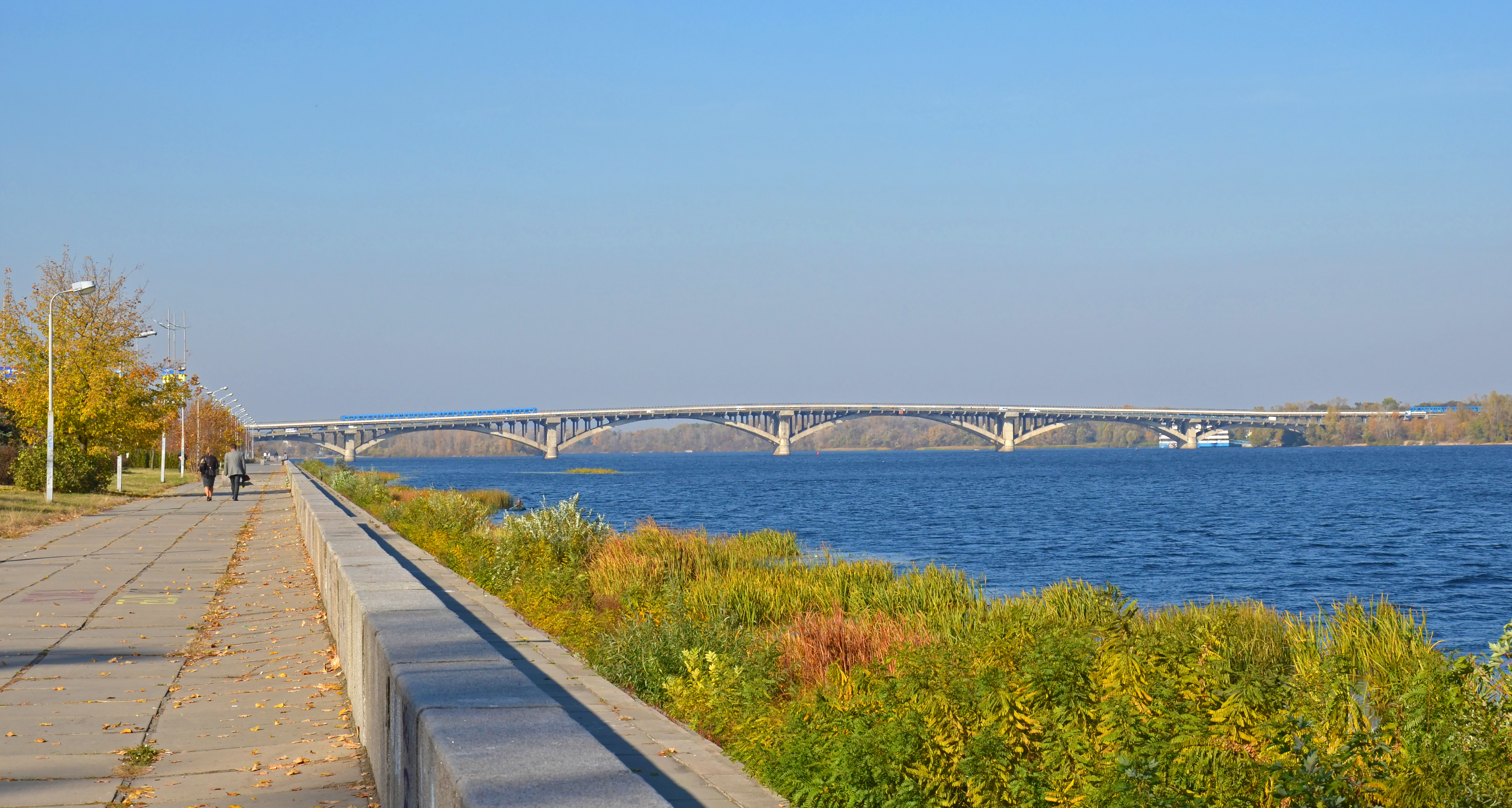
Наводницька набережна